# Fujiwara no Moromichi
Fujiwara no Moromichi (jap. 藤原 師通; * 1062; † 1099) wurde 1094 Kampaku (Regent) am japanischen Kaiserhof.

## Lebensweg
Fujiwara no Moromichi war der älteste Sohn des Fujiwara no Morozane. Er studierte klassische Literatur unter Ōe no Tadafusa. Er war auch unter dem Namen Go-Nijō-dono bekannt. Daher sind seine Memoiren unter dem Titel Go-Nijō-kampaku-ki bekannt. Gerühmt werden seine Begabungen als Poet, Kalligraph und Biwa-Spieler.
1094 wurde er Familienoberhaupt der Fujiwara und der Nachfolger seines Vaters im Amt des Regenten (kampaku) für den Horikawa-Tennō. In diesem Amt opponierte er gegen die Einmischung in die Staatsgeschäfte durch den zurückgetretenen Kaiser Shirakawa.
Er soll einen Sohn namens Kakuei gehabt haben, dessen Historizität aber nicht gesichert ist.